# 小倉総合車両センター

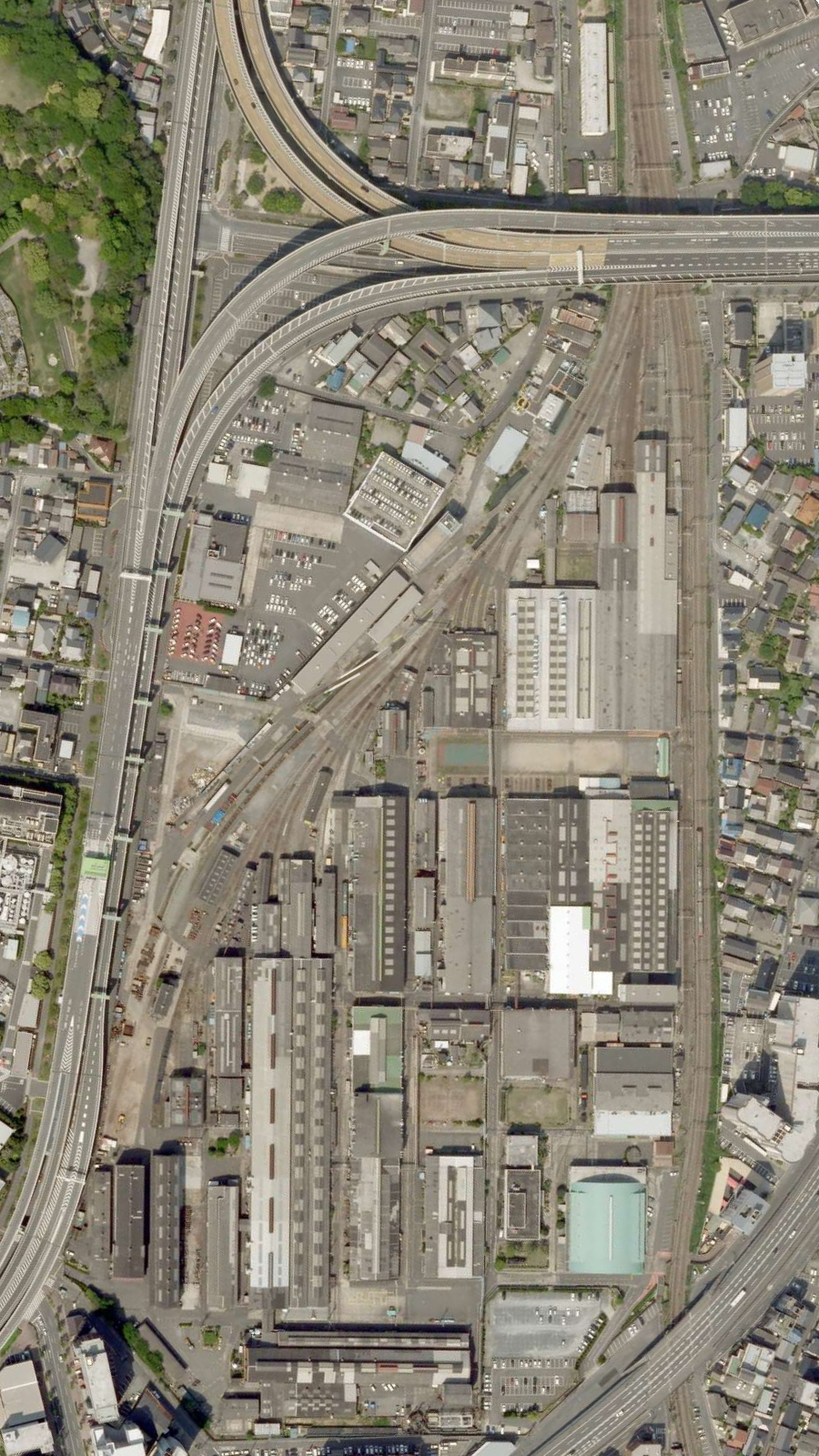
小倉総合車両センターの空中写真（2009年4月撮影）

小倉総合車両センター（こくらそうごうしゃりょうセンター）は、福岡県北九州市小倉北区にある、九州旅客鉄道（JR九州）の車両工場。本社鉄道事業本部の管轄下である。構内には日本貨物鉄道（JR貨物）九州支社管轄の小倉車両所が併設されている。
旧鉄道省・国鉄時代から続く車両工場の一つである。1891年（明治24年）に開設されてから130年以上の歴史を持ち、各種車両検査、製造や改造などを行っている。廃車となった車両の解体も請け負う。
戦前、日本で最初に速度照査式ATS（自動列車停止装置）を試作し、また、蒸気機関車のデフレクタ（除煙板）の、独特の設計による小型化（これは工場の名をとり「小工デフ」（しょうこうデフ）、あるいは配置機関区の名を取り「門デフ」（もんデフ）と呼ばれる）を実現するなど、先進的な取り組みを行った工場としても知られる。
構内にはC12形蒸気機関車 (C12 222) と、485系電車（クハ481-256）が静態展示されている。

## 所在地
福岡県北九州市小倉北区金田3-1-1
- 日豊本線西小倉 - 南小倉間に位置しており、工場の一部を列車内から確認することが可能である（運転上は西小倉駅構内にあたる）。

## 沿革
- 1891年（明治24年）4月 - 九州鉄道（初代）の工場として開設。
- 1907年（明治40年）7月 - 国有化により九州帝国鉄道管理局小倉工場となる。
- 1913年（大正2年）5月 - 九州鉄道管理局若松工場が当工場の支工場となる。
- 1915年（大正4年）6月 - 若松支工場が独立。
- 1942年（昭和17年）9月 - 鉄道省門司鉄道局小倉工機部となる。
- 1949年（昭和24年）6月 - 国鉄発足により日本国有鉄道小倉工機部となる。
- 1952年（昭和27年）8月 - 日本国有鉄道小倉工場となる。
- 1973年（昭和48年）9月 - 若松工場を編入。小倉工場若松車両センターとなる。
- 1985年（昭和60年）12月 - 若松車両センター廃止。
- 1987年（昭和62年）4月1日 - 国鉄分割民営化により九州旅客鉄道小倉工場・日本貨物鉄道小倉車両所となる。
- 2011年（平成23年）4月1日 - 組織改正で小倉総合車両センターへ改称。門司港運転区の検修部門を統合し、当センターの門司港車両派出となる。
- 2016年（平成28年）3月26日 - 小倉総合車両センターの交番検査廃止に伴い、配属の旅客用車両は南福岡車両区・大分車両センターに転属した。
- 2022年（令和4年）4月23日 - 日本の鉄道開業150周年記念として、構内に「小倉工場鉄道ランド」を開設[3]。
- 2031年（令和13年）頃 - 小倉総合車両センターを現在地から東小倉駅構内に移転予定[4]。

## 受持車両
整備済み車両の車体に記される略号
- 「小総車」または「KK」
- 小倉工場時代は「小倉工」

### 小倉総合車両センター
JR九州のすべての在来線車両を受け持っている。
なお103系1500番台は、筑肥線直流電化区間以外は自走できず、博多駅で地上に出ることもできないため、唐津線 - 長崎本線 - 鹿児島本線経由で、ディーゼル機関車の牽引により、3両ずつに分けられて入出場している。また、303系電車・305系電車に関する工事は、本工場名義で行われていることとなっているが、実際は福岡市交通局(福岡市地下鉄）姪浜車両基地で行われているものもある。これらは、制御装置が異なる理由によるもの。抵抗制御車である103系1500番台のような機関車による牽引回送が不可能なうえに西唐津駅を介して小倉総合車両センターへの牽引回送が困難であるため、検査が福岡市地下鉄姪浜車両基地にて受託されている。
2011年（平成23年）4月1日から、鹿児島車両センター所属車も受け持つこととなった。

### 小倉車両所
JR貨物九州支社管内に配置されている電気機関車の全般検査・台車検査・重要部検査、ディーゼル機関車の全般検査・第2交番検査B、九州地区に配車されている貨車の全般検査・交番検査（指定取替）を行っている。機関車については、他の車両所の業務の状況により他支社管内の車両や臨海鉄道の機関車の全般検査を実施することもある。また、JR九州所属DE10形や私有貨車チキ5500形(日鉄物流・黒崎駅常備）の検修業務も行っている。
当所は主に車体・台車関係の整備を直営で行っており、検査時に取り外した電装品やエンジン、輪軸などの整備については他の車両所やJR九州側の職場に委託して実施している。また、機関車・貨車関係の業務についてはJR九州側からの受託業務もある。

## 新製車および改造車
本工場で製造および改造された車両として、以下のものがある。
JR九州発足後は「技術力の向上」、「新規事業の拡大」、「部外流出資金の抑制」を目的に、自社向け車両を多数製造した。大部分が製造メーカーから構体を購入したノックダウン生産であるが、1990年（平成2年）に新製した71系気動車キハ70-2は、構体そのものから製造した完全な新製車体である（改造名義）。

### 新製
- 9600形蒸気機関車
- D51形蒸気機関車
- 783系電車[7]
- 811系電車[7]
- 813系電車[7]
- 815系電車[7]
- 200系気動車[7]
- 72系気動車[7]
- 77系客車

### 改造
- 1000形蒸気機関車（2代）
- 8500形蒸気機関車（2代）
- 60系客車
- 419系電車・715系電車 - 寝台電車改造車。九州向けの715系0番台だけでなく北陸向けの419系や東北向けの715系1000番台にも小倉工場で改造されたものがある。なお逆に715系0番台にも北陸の松任工場で改造されたものがある。
- 717系電車 - 九州向けの200番台だけでなく東北向けの0番台にも小倉工場で改造されたものがある。
- 145系電車 - クモヤ145形牽引電車(クモヤ145-100）
- 113系電車800番台 - 福知山線電化開業 耐寒 先頭車改造 クモハ113-800、クモハ112-800
- 783系電車改造車 - モハ783-200・300、クロハ782-100・400・500、クハ783-100
- 787系電車改造車 - クハ787-100、サハ787-200
- 811系電車改造車 - クモハ810-1500、モハ811-1500、サハ811-1500、クハ811-1500等
- 103系電車1500番台改造車 - クモハ103-1500、クモハ102-1500
- 185系気動車改造車 - キハ186形
- キハ200系気動車改造車 - BE220-1
- 71系気動車 - 全車（車体はすべて小倉工場で新製[7]）
- 「お座敷列車 海編成」 - 12系客車
- 「お座敷列車 山編成」 - 12系客車
- 「パノラマライナーサザンクロス」 - 12系客車
- 「ふれあいGO」 - 58系気動車
- 「ジョイフルトレイン長崎」 - 58系気動車
- 「アクアエクスプレス」 - 58系気動車

### リニューアル改造など
- 8620形（58654：SLあそBOY・SL人吉）復元
- 783系、883系、415系、811系等のリニューアル
- キハ40・47・147形および、キハ125形観光列車向けリニューアル（「はやとの風」、「いさぶろう」・「しんぺい」・「指宿のたまて箱」・「或る列車」・「かわせみ やませみ」・「海幸山幸」など）
- キハ185系観光列車向けリニューアル（「A列車で行こう」）
- キハ183系1000番台リニューアル（ゆふいんの森II世→シーボルト→ゆふDX→あそぼーい！）
- 787系観光列車向けリニューアル（「36ぷらす3」）
- 九州鉄道記念館展示用車両復元（583系クハネ581-8、485系クハ481-603等）

## 一般公開
毎年10月の鉄道の日に近い週末の日に、「工場まつり」として一般公開が実施される。

## その他エピソード
- 1931年（昭和6年）から、デンマーク体操形式の「ニルスブック体操」を朝礼に導入した。これが当工場を皮切りに全国へ浸透し、後の「国鉄安全体操」へと変わっていった。当工場は国鉄体操発祥の地と言われる[9][10]。

- 戦時下においては空襲被害を受けたものの、大規模な空襲は免れた。そのため、敷地内には明治・大正時代に建てられた古い建物が多く現存している[10]。

## 門司港車両派出

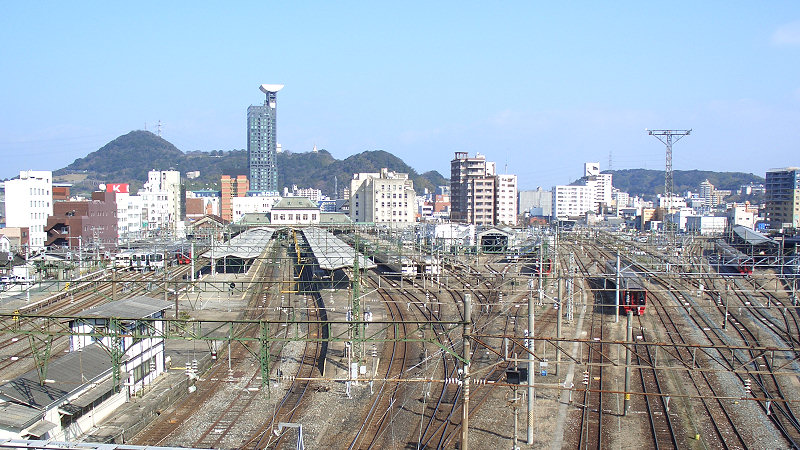
門司港車両派出遠景（左寄りのホーム2面は門司港駅）

小倉総合車両センター門司港車両派出は福岡県北九州市門司区の鹿児島本線門司港駅構内にある車両基地。

### 配置車両の車体に記されている略号
- 本コラ[11] - 本社直轄を示す「本」と、小倉の電報略号「コラ」から構成される。

### 配置車両
以下の表は、2023年4月1日現在の配置車両である。
| 電車 | 気動車 | 機関車 | 貨車 | 合計 |
| ---- | ------ | ------ | ---- | ---- |
| 0両  | 0両    | 0両    | 26両 | 26両 |

#### 貨車
- チキ5500形貨車
  - 10両が配置されている。レール輸送用長物車。遠賀川駅常備。
- チキ6000形貨車
  - 16両が配置されている。レール輸送用長物車。黒崎駅常備。

### 過去の配置車両

#### 電車
- 415系電車
  - 2016年（平成28年）3月までは山陽本線（下関以南）・鹿児島本線（荒尾以北）・長崎本線・佐世保線・福北ゆたか線（直方以北）・日豊本線（宇佐以北）で運用されていた車両が配置されていた。
  - 同年3月25日をもって、門司港派出・小倉総合車両センターの交番検査機能が廃止となり、翌26日付で当所所属の415系は100番台4両編成12本 (FJ103, 105, 106, 108, 110, 111, 119, 120, 122 - 124, 126) が大分車両センターに、1500番台4両編成2本 (FJ1501, 1509) は南福岡車両区に転属した[12]。

## 若松車両センター（廃止）
小倉工場若松車両センターはかつて福岡県北九州市若松区にあった車両工場。
1892年（明治25年）に筑豊興業鉄道（後の筑豊鉄道）が若松駅構内に若松工場として開設。筑豊鉄道が九州鉄道に吸収された際に若松製作所と改められ、国有化を経て官営若松工場となる。大正時代には小倉工場の支工場となった時期もあった。幾度かの組織再編・名称変更を経て、1973年（昭和48年）9月に小倉工場若松車両センターとなる。
主として石炭車の製造・修繕業務を受け持っていた。1985年（昭和60年）12月に廃止となった。

#### 所在地
福岡県北九州市若松区和田271-2（当時の住所表記）
- 跡地には現在、若松警察署などが立地している。
- 若松機関区は若松駅に隣接していたが、当車両センターは筑豊本線藤ノ木駅と若松駅の中間付近に位置していた。